# 莫格拉巴德斯哈赫普尔
莫格拉巴德斯哈赫普尔（Mogra Badshahpur），是印度北方邦Jaunpur县的一个城镇。总人口17747（2001年）。

## 人口
该地2001年总人口17747人，其中男性9178人，女性8569人；0—6岁人口3208人，其中男1679人，女1529人；识字率61.87%，其中男性为69.35%，女性为53.86%。